# Аннаовезов, Арслан
Арслан Аннаовезов (туркм. Arslan Annaovezow; 25 марта 1974) — туркменский футболист, полузащитник. Выступал за сборную Туркменистана.

## Биография
О выступлениях на клубном уровне полной информации нет[уточнить]. В 2000—2002 годах играл за один из сильнейших клубов Туркменистана того времени «Ниса» (Ашхабад). В 2000 году стал бронзовым призёром чемпионата Туркменистана и финалистом Кубка страны, в 2001 году — чемпионом, в 2002 году — серебряным призёром. Участник Кубка Содружества 2002 года.
За национальную сборную Туркменистана провёл не менее 3 матчей в 1999—2000 годах.
По состоянию на 2022 год работал детским тренером в Ашхабаде.